# A Japanese Idyll
A Japanese Idyll er en amerikansk stumfilm fra 1912 af Lois Weber.